# Permanence
Permanence è il primo album in studio del cantautore del supergruppo britannico No Devotion. L'album è stato pubblicato attraverso Collect Records il 25 settembre 2015. L'uscita dell'album è stata annunciata dopo l'arresto di Ian Watkins dei Lostprophets.
Da Permanence vengono tratti 3 singoli: Stay, 10,000 Summers e Addition.

## Tracce
1. Break – 4:17
2. Permanent Sunlight – 4:36
3. Eyeshadow – 3:50
4. Why Can't I Be with You – 4:00
5. I Wanna Be Your God – 3:58
6. Death Rattle – 2:52
7. 10,000 Summers – 4:15
8. Night Drive – 6:03
9. Stay – 4:00
10. Addition – 3:36
11. Grand Central – 5:59

## Formazione

### Gruppo
- Geoff Rickly – voce
- Jamie Oliver – tastiere, samplers, cori
- Lee Gaze – chitarra solista
- Mike Lewis – chitarra ritmica
- Stuart Richardson – basso

### Altri musicisti
- Matt Tong – batteria, percussioni
- Luke Johnson – batteria, percussioni